# Кошелейка
Коше́лейка (чув. Каçал) — река в России, протекает по Комсомольскому району Чувашской Республики. Устье реки находится в 118 км от устья Кубни по левому берегу. Длина реки составляет 13 км, площадь водосборного бассейна — 44,4 км².
Устье в лесу восточнее с. Асаново, течёт на восток мимо населённых пунктов Новые Кошелеи, Дубовка, Киров, Новоалександровка и около села Луцкое впадает в Кубню. Вблизи устья русло реки заболочено.

## Данные водного реестра
По данным государственного водного реестра России относится к Верхневолжскому бассейновому округу, водохозяйственный участок реки — Свияга от села Альшеево и до устья, речной подбассейн реки — Волга от впадения Оки до Куйбышевского водохранилища (без бассейна Суры). Речной бассейн реки — (Верхняя) Волга до Куйбышевского водохранилища (без бассейна Оки).
Код объекта в государственном водном реестре — 08010400612112100002966.